# Prosto
Prosto là một trong những hãng thu âm và hãng may mặc phong cách hip-hop lớn nhất của Ba Lan. Rapper Wojciech "Sokół" Sosnowski thành lập hãng vào năm 1999 tại Warszawa bởi rapper Wojciech "Sokół" Sosnowski.
Hãng phát hành album đầu tiên Świeży materiał của Waco vào năm 2001 với sự hợp tác của BMG Ba Lan. Năm sau, Prosto phát hành album độc lập đầu tiên của họ Hołd by Pono, mặc dù nó đã được phân phối bởi hãng Warner Music. Năm 2005, Prosto ký hợp đồng phân phối với Fonografika. Kể từ năm 2010 các nhãn phát hành được phân phối bởi Firma Księgarska Jacek i Krzysztof Olesiejuk.
Tính đến năm 2014, Prosto đã phát hành hơn 50 album của các nghệ sĩ như VNM, Sokół & Marysia Starosta, Fundacja 1, Diox & The Returners, HiFi Banda, Małolat & Ajron, RaggaBangg và Potwierdzone Info cùng những nghệ sĩ khác. Hãng phát hành album Cuba Libre (2006), mixtape Prosto Mixtape Deszczu Strugi (2006), Prosto Mixtape 600V (2010), Prosto Mixtape Kebs (2012) và bản tổng hợp kỷ niệm 15 năm Prosto XV (2014).
Kênh Prosto YouTube có số lượng người đăng ký lớn nhất các hãng thu âm Ba Lan (tính đến tháng 1 năm 2014). Đến năm 2013, kênh của hãng đứng thứ ba ở Ba Lan với hơn 500.000 người đăng ký. Tháng 9 năm 2014 ProstoTV có hơn 900.000 người đăng ký. Đến tháng 9 năm 2018, ProstoTV có hơn 1.600.000 người đăng ký.
Năm 2003, nhãn hiệu bắt đầu bán quần áo Prosto Wear với các dòng Elegancko, Klasyk, Label & Sport. Sản phẩm của công ty gồm quần, mũ, áo phông, đồ lót, túi và phụ kiện thời trang. Công ty điều hành và sở hữu shop trực tuyến và shop thương hiệu ở Warsaw, Poznań, Lublin, Katowice và Sopot. Các sản phẩm của Prosto Wear cũng được phân phối tại hơn hai trăm cửa hàng ở Ba Lan.

## Nghệ sĩ và ban nhac hợp tac

### Hiện tại
- Diox & The Returners (2011-)[9]
- The Returners (2012-)[10]
- Solar & Białas (2012-)[11]
- Obywatel MC (2013-)[12]
- KęKę (2013-)[13]
- Olsen & Fu (2013-)[14]
- HuczuHucz (2013-)[15]
- Małach & Rufuz (2013-)[15]
- Żyto (2013-)[16]
- Parzel & Siwers (2012-)[17]
- Fundacja 1 (2008-)[18]
- Sokół & Marysia Starosta (2009-)[19]
- ZIP Skład (2010-)[20]
- Fu (2006-)[21]
- Pokój Z Widokiem Na Wojnę (2006-)[22]
- RH- (2013-)[23]
- Diox (2013-)[24]
- 2sty (2014-)[25]
- PMM (2009-)[26]
- HiFi Banda (2010-)[27]
- VNM (2010-)[28]
- DwaZera (2011-)[29]
- Brahu (2010-)[30]
- SoDrumatic (2014-)[31]
- Official Vandal (2014-)[32]
- Czarny HIFI (2012-)[33]
- Hades (2011-)[34]
- KaeN (2012-)[35]
- Ńemy (2014-)[36]

### Trước đây
- Waco (2001-2006)[37]
- WWO (2002-2006)[38]
- Zipera (2003-2005)[39]
- TPWC (2006-2009)[40]
- Jędker (2006-2007)[41]
- Dynam (2004-2005)[42]
- EastWest Rockers (2008-2010)[43]
- Gruba.Technika (2007-2009)[44]
- Juras & Wigor (2004-2006)[45]
- THS Klika (2006-2007)[46]
- Pono (2002-2006)[47]
- Małolat & Ajron (2004-2006)[48]
- Mercedresu (2005-2007)[49]
- DJ Tomekk & Toony (2010)[50]
- Hemp Gru (2004-2007)[51]
- Ras Luta (2009-2010)[52]
- Endefis (2011-2013)[53]
- RaggaBangg (2012-2013)[54]
- Rozbójnik Alibaba (2012-2014)[55]
- Popek (2012-2013)[56]
- Potwierdzone Info (2013)[57]
- W.E.N.A. & VNM (2014)[58]